# K-1 Attack

Logo K1

K-1 Attack ist ein Sportwagen-Modell, das in verschiedenen Versionen angeboten wird. Hergestellt wird das Fahrzeug durch die kleine Sportwagen-Manufaktur K-1 Engineering, die 1991 von Dick Kwednanski in Bratislava, Slowakei, gegründet wurde. Das zurzeit einzige vertriebene Modell nennt sich "Attack". Den Wagen gibt es als Elektro-/Diesel-Hybrid, mit dem schon einmal die "Tour de Sol" gewonnen wurde, oder als reinrassigen Sportwagen Attack JD-R Racing Edition, sowie den Attack Roadster V6-SX Standard.

## Technische Daten

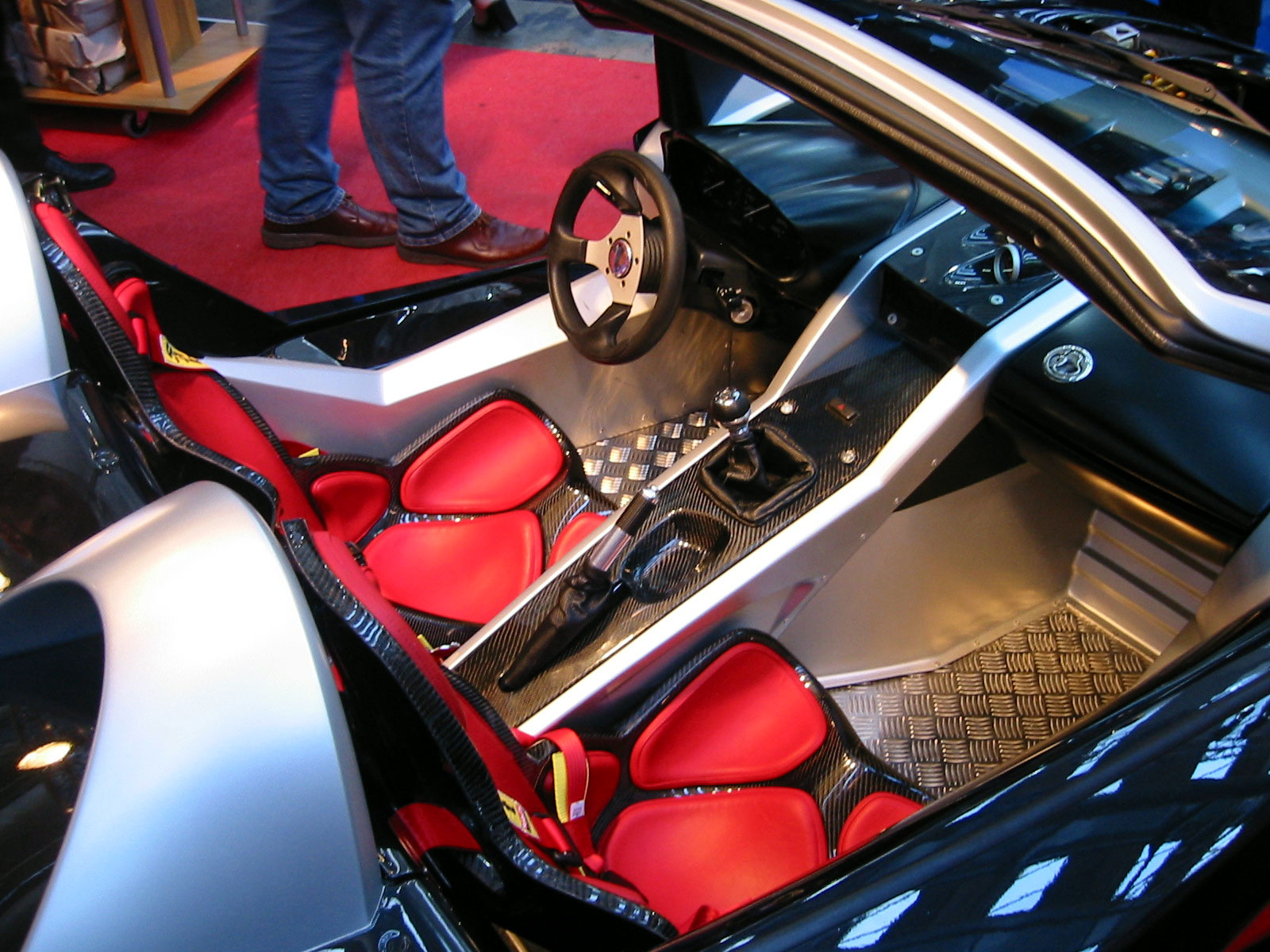
Innenraum des 2003 auf der IAA ausgestellten Attack

Erste Attack-Modelle verwenden die Motoren H22 oder F22 von Honda, die in den Jahren von 1993 bis 1996 z. B. im Honda Prelude verbaut wurden. Besonderes Merkmal dieser Motoren ist die variable Ventilsteuerung VTEC, die besonders im oberen Drehzahlbereich viel Leistung ermöglicht.
Die nächsten Motoren basieren auf Ford-Mondeo-ST-Versionen: zunächst mit dem 2,5-Liter-Aggregat des ST200-Modells der zweiten Generation des Mondeo, das 205 PS Leistung bietet, und später mit dem Motor des ST220 aus dem Mondeo der dritten Generation mit 226 PS. Beide wurden jeweils nochmals überarbeitet und für den Attack in der Leistung gesteigert.
Das aktuelle Attack-Modell wird von einem 242 PS starken 3-Liter-V6-Motor angetrieben, mit dem es den Sprint auf 100 km/h in 4,9 Sekunden schafft. Die Höchstgeschwindigkeit liegt bei elektronisch abgeregelten 250 km/h.
| Modelljahr          | Hubraum  | Motorentyp        | Max. Leistung bei min−1 | Max. Drehmoment bei min−1 | Fahrzeuggewicht | Getriebe (manuell) |
| ------------------- | -------- | ----------------- | ----------------------- | ------------------------- | --------------- | ------------------ |
| vor 2000            | 2157 cm³ | Honda H22         | 162 kW (220 PS) / 7200  | 200 Nm / 6500             | 849 kg          | 5-Gang             |
| 2002                | 2495 cm³ | Ford Mondeo ST200 | 174 kW (237 PS) / 7200  | 200 Nm / 6500             | 849 kg          | 6-Gang             |
| 2004                | 2491 cm³ | Ford Mondeo ST200 | 194 kW (264 PS)/ 7200   | 250 Nm / 6500             | 848 kg          | 6-Gang             |
| 2005                | 2967 cm³ | Ford Mondeo ST220 | 166 kW (226 PS) / 7000  | 280 Nm / 6500             | 992 kg          | 6-Gang             |
| 2007                | 2967 cm³ | Ford Mondeo ST220 | 178 kW (242 PS) / 6850  | 300 Nm / 5500             | 992 kg          | 6-Gang             |
| JD-R Racing Edition | 2967 cm³ | Ford Mondeo ST220 | 235 kW (320 PS) / 7200  | 330 Nm / 6500             | 849 kg          | 6-Gang             |